# Simon Ntamwana
Simon Ntamwana (n. Mukenke, Provincia de Kirundo, Burundi, 3 de junio de 1946) es un arzobispo católico, filósofo y teólogo burundés.
Después de terminar sus estudios secundarios en 1966, tras haber descubierto su vocación religiosa decidió ingresar en el Seminario Mayor de Buyumbura para estudiar Filosofía.
Al año siguiente marchó durante una temporada a Italia para continuar con su formación. Allí obtuvo una licenciatura en Teología y un doctorado en Filosofía por la Pontificia Universidad Urbaniana de la ciudad de Roma y también, el día 24 de marzo de 1974 fue ordenado sacerdote por el cardenal y entonces Prefecto de la Congregación para la Evangelización de los Pueblos, Agnelo Rossi.
Cuando ya regresó a Burundi en 1976, fue elegido como Rector del Seminario Menor de Muyinga. Luego fue designado como Párroco de la comuna de Gitaramuka, mientras que al mismo tiempo se hizo cargos de diversos movimientos católicos en el país.
El 14 de noviembre de 1988 pudo ascender al episcopado, cuando el Papa Juan Pablo II le nombró Obispo de la Diócesis de Buyumbura, en sucesión de Michel Ntuyahaga.
Como lema se escogió la frase "Charité et patience". Recibió la consagración episcopal el 5 de febrero de 1989 a manos de su consagrador principal, el cardenal y por entonces Prefecto de la Congregación para los Obispos y Presidente de la Pontificia Comisión para América Latina, Bernardin Gantin.
Sus co-consagradores fueron su predecesor en el cargo y el entonces Obispo de Muyinga, Roger Mpungu.
Posteriormente el 24 de enero de 1997, el Papa le nombró como nuevo Arzobispo Metropolitano de la Arquidiócesis ciudad-capital del país, Gitega, en sucesión de Joachim Ruhuna.
Al mismo tiempo desde ese mismo año hasta 2004 fue Presidente de la Conferencia de los Obispos Católicos de Burundi, desde 2005 hasta 2007 fue Administrador Apostólico de la Diócesis de Bururi y desde 2007 hasta 2013 fue Presidente de la Asociación de Conferencias Episcopales de África Central.

## Declaraciones
- Acusa a los rebeldes de las Fuerzas Nacionales de Liberación de Burundi (FNL) de estar detrás de la emboscada que mató a Michael Courtney, quien era Nuncio Apostólico en Burundi. Este último niega cualquier implicación y le da un ultimátum amenazando con matarlo si no abandonaba Burundi en menos de treinta días.[5][6][7]

- En marzo de 2009, dio la bienvenida a las declaraciones del Papa Benedicto XVI sobre el preservativo, y afirmó: "Este no es el condón se reduce el número de infecciones de SIDA, pero sin duda un tema que todo el mundo debería ser necesaria para ser capaz de cambiar actitud, una actitud que lo ayudará a escapar de un hedonismo que ya no puede controlar".[8]

- En el período previo a las Elecciones presidenciales de Burundi de 2015, dijo: "Creemos que el Presidente Pierre Nkurunziza ha completado sus dos mandatos". Su posición se interpreta como estar en contra de la candidatura del presidente en ejercicio para un tercer período.[9]